# Universidad de Talca Televisión
Universidad de Talca Televisión fue un canal de televisión chileno, propiedad de la Universidad de Talca.

## Historia
El canal fue lanzado en junio de 1995, con programas culturales, de entretenimiento y series importadas. Tenía también un noticiero denominado UTT Noticias el cual se emitía a las 19:00. Funcionó entre junio de 1995 y agosto de 2002 a través del canal 7 de VTR Cablexpress. Sus estudios estaban ubicados en la calle 2 Norte 685 en la ciudad de Talca, donde actualmente se encuentran la casa central de la universidad y sus radioemisoras.
Así, este canal de cable fue ganando terreno y compitiendo con TVN, Canal 13, Mega, Chilevisión y La Red aunque tampoco representó gran amenaza para ellos.
Su buena racha duraría hasta 1999, ya que la estación empezó a decaer en 2000.

## Decadencia y cierre
En 2000, el canal comenzó a decaer en sintonía y, como la mayoría de la programación era de carácter cultural, el canal comenzó a perder auspiciadores, lo que originó millonarias pérdidas a la casa de estudios. Finalmente en agosto de 2002 se decidió cerrar el canal.
Talca dejó entonces de poseer una televisora propia. Meses más tarde, en octubre de 2002, llegaría a Talca Televisión Regional de Curicó pero este solo duraría hasta 2006 ya que la señal en Talca de este canal fue mezclada con el canal nacional Telecanal naciendo así Telecanal Talca, hasta que meses después la fusión terminó y Telecanal quedó transmitiendo solo.
En 2005 la universidad intentó revivir la estación, pero luego se produjo el cierre de Televisión Regional dando paso a Telecanal.
En 2013 la casa de estudios creó Campus TV, el primer canal de TDT en el Maule, que es el continuador histórico de UTT.

## Programación
- UTT Noticias (noticiero)
- Conciertos